# Geranium subnudicaule
Geranium subnudicaule är en näveväxtart som beskrevs av Porphir Kiril Nicolai Stepanowitsch Turczaninow. Geranium subnudicaule ingår i släktet nävor, och familjen näveväxter. Inga underarter finns listade i Catalogue of Life.